# Seilschaft

Seilschaft, angeseilte Bergsteigergruppe am Hüfifirn, Foto: Leo Wehrli, 1893

Der Begriff Seilschaft kommt ursprünglich aus dem Bergsport, insbesondere dem Klettern, und bezeichnet dort eine durch ein Berg- oder Kletterseil verbundene und damit gegen Absturz gesicherte Gruppe von Personen. Der Begriff wird auch im übertragenen Sinne für informelle Gruppierungen von Personen benutzt, die ihr berufliches oder anderweitiges Vorankommen gegenseitig fördern, dort meist mit negativer Konnotation.

## Bergsport und Klettern

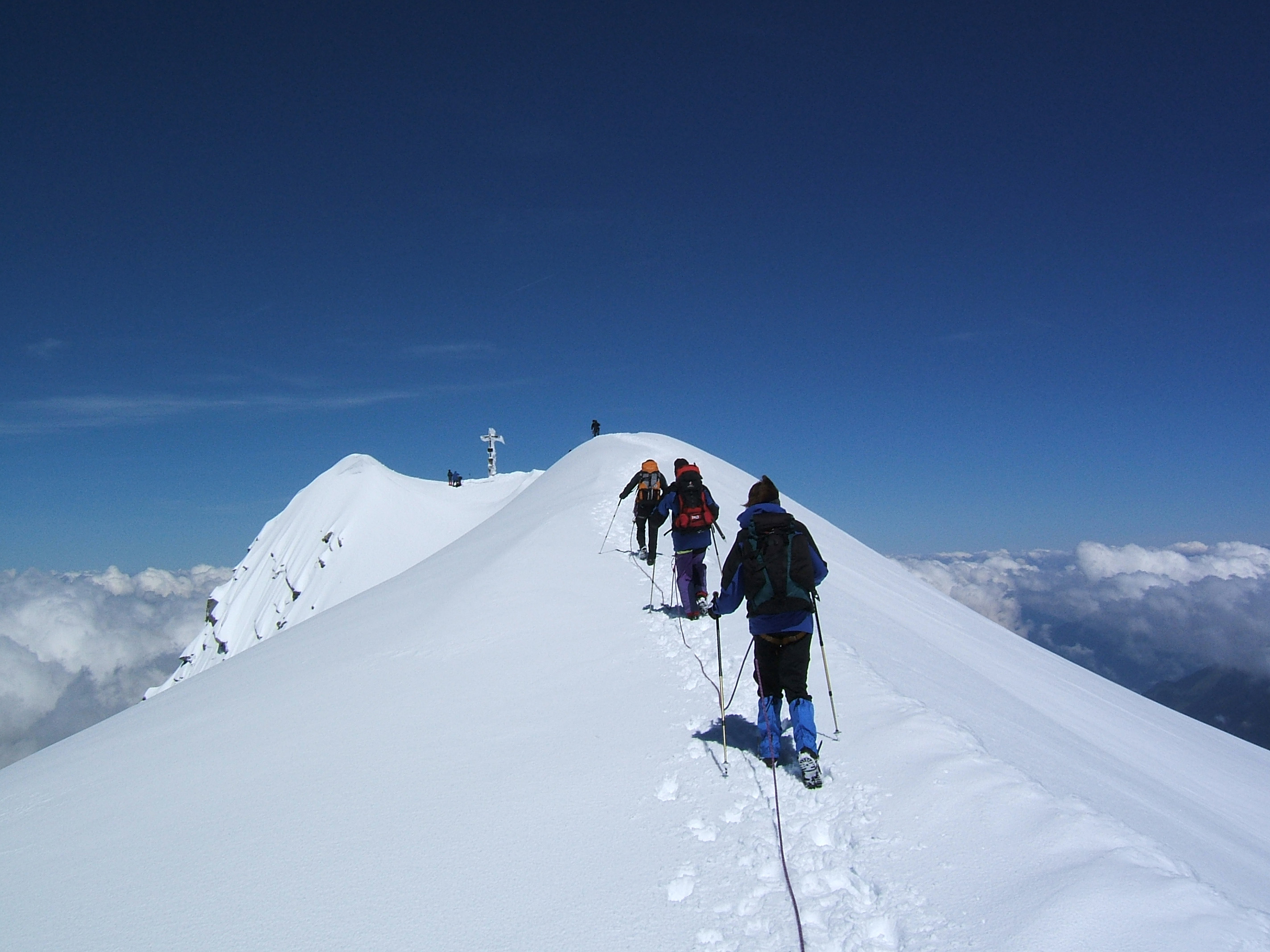
Seilschaft am Gipfelgrat des Großvenedigers; bei hartgefrorenem Schnee kann an den Gratflanken bereits ab 30° Hangneigung erhöhte Mitreißgefahr bestehen

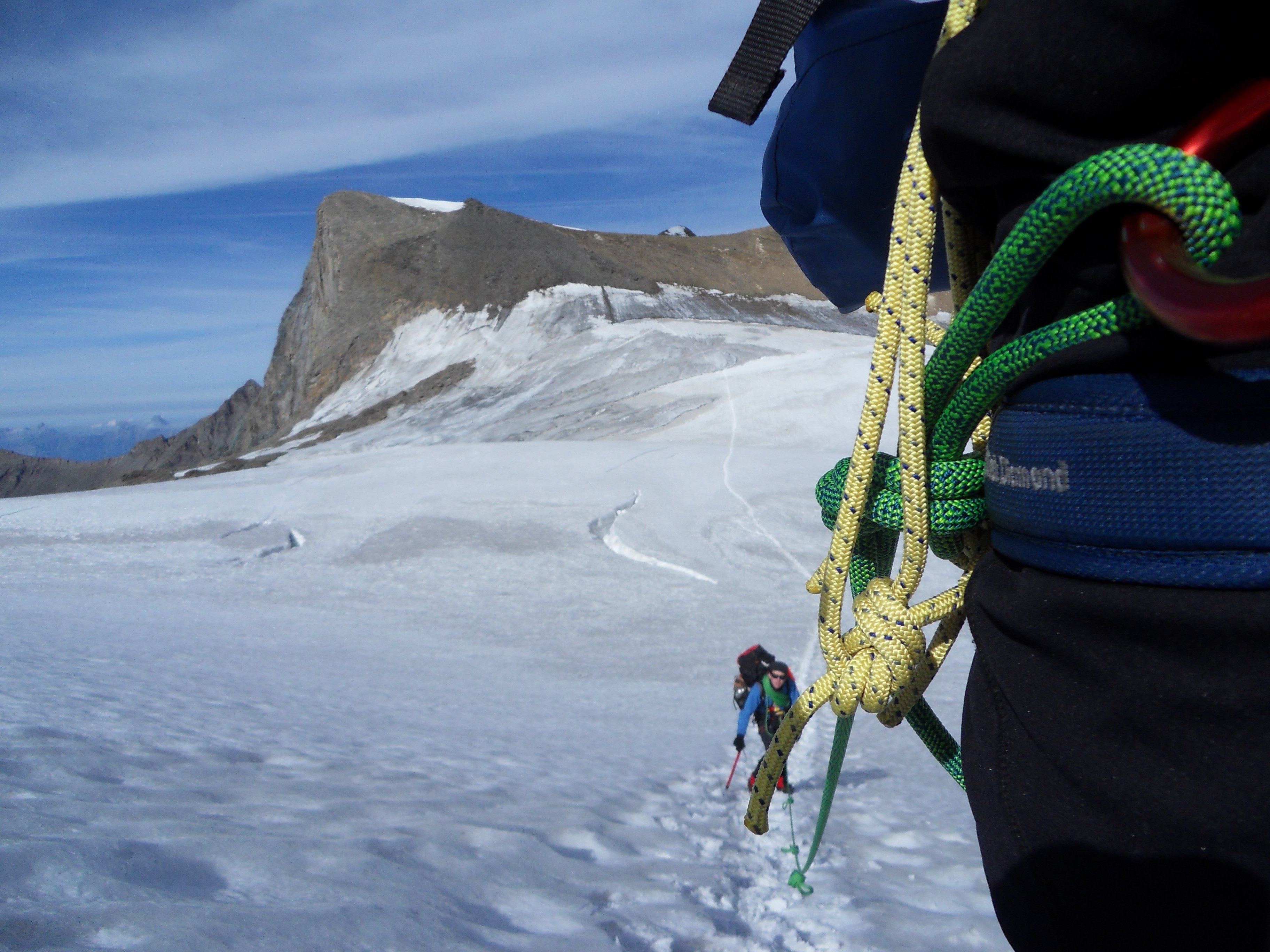
Seilschaft beim Aufstieg zur Klockerin; im Bildvordergrund rechts der Anseilknoten mittels Karabiner am Gurt befestigt, im Sicherungsseil zur nächsten Person sind mehrere Bremsknoten erkennbar

Im Bergsport und insbesondere beim Klettern ist eine Seilschaft eine Gruppe von Bergsteigern oder Kletterern, die durch ein Sicherungsseil miteinander verbunden sind. Im allgemeineren Sinn wird eine Bergsteigergruppe, die gemeinsam unterwegs ist, auch als Seilschaft bezeichnet, wenn sie nicht mit einem Seil verbunden sind.
Durch das gemeinsame Sicherungsseil bietet eine Seilschaft ihren Mitgliedern gegenseitige Sicherung gegen Absturz. Dabei bildet eine Seilschaft zugleich auch eine Gefahrengemeinschaft; denn unter ungünstigen Bedingungen kann ein Sturz eines einzelnen Mitgliedes zum Absturz der gesamten Seilschaft führen.
Bei Gletscherbegehungen und in leichterem Gelände erfolgt die Sicherung über weite Strecken lediglich durch die anderen Mitglieder der Seilschaft, ohne dass ein Fixpunkt verwendet wird. Für dieses sogenannte „Gehen am Seil“ binden sich alle Personen in gleich großen Abständen in das Sicherungsseil ein, bei Seilschaften mit weniger als fünf Personen soll dabei am Anfang und Ende ein gewisses Restseil frei bleiben. Das freie Restseil ermöglicht im Falle eines Spaltensturzes die Einrichtung einer losen Rolle oder eines Flaschenzuges, um den Gestürzten bergen zu können. Bei größeren Seilschaften ab etwa vier Personen erfolgt die Bergung eines Gestürzten am einfachsten mittels Mannschaftszug. Ein Sturz einer Person – beispielsweise in eine Gletscherspalte – muss beim Gehen am Seil durch die Seilschaftsmitglieder gehalten werden. Deshalb besteht hier die Gefahr, dass ein Sturz die gesamte Seilschaft mitreißen kann. Bereits in mäßig steilen Firn- oder Eishängen oder auf entsprechenden Graten muss, soweit möglich und sinnvoll, auf eine Fixpunktsicherung übergegangen werden oder die Seilschaftsmitglieder müssen seilfrei gehen, um der Gefahr eines Mitreißunfalls vorzubeugen.
Beim Klettern oder in steilerem, absturzgefährdetem Gelände wird zusätzlich über Fixpunkte im Fels oder Eis gesichert. Dabei kann gleichzeitig gegangen werden – am „gleitenden Seil“ – oder über einen Standplatz gesichert werden. Es wird zwischen Seilschaften aus zwei, drei und vier Personen unterschieden:
- Zweier-Seilschaft: Bestehend aus Kletterer und Sicherer (bzw. Vorsteiger und Nachsteiger bei gemeinsamer Begehung der Klettertour); in Kletterhallen, Klettergärten und meist auch beim alpinen Klettern angewendet.
- Dreier-Seilschaft: Bestehend aus Vorsteiger und zwei Nachsteigern an einem gemeinsamen Einfachseil (Verzweigung mittels Seilweiche) oder an zwei unabhängigen Halbseilsträngen; wird in Mehrseillängenrouten (z. B. beim alpinen Klettern) und teils auch in kürzeren Wegen im Mittelgebirge (z. B. Elbsandsteingebirge) angewendet.
- Vierer-Seilschaft: Bestehend aus Vorsteiger und drei Nachsteigern; wird selten beim alpinen Klettern angewendet.

Bei Gletscherwanderungen und einfachen Hochtouren sind auch Seilschaften mit mehr als 4 Personen nicht unüblich.
Tendenziell gilt, dass eine Seilschaft umso langsamer vorankommt, je mehr Mitglieder sie umfasst. Grund hierfür ist der mit der Personenzahl steigende Zeitaufwand für die Koordination und gegebenenfalls Sicherung der Seilschaftsmitglieder. Bei unterschiedlicher Leistungsfähigkeit der Seilschaftsmitglieder wirkt die Person mit der geringsten Leistungsfähigkeit begrenzend auf die gesamte Seilschaft.

## Übertragene Bedeutung
Im übertragenen Sinn wird eine Gruppe von einander „verbundenen“ Personen „Seilschaft“ genannt, meist mit abwertendem Beiklang. Sie fördern sich gegenseitig und häufig unabhängig von Leistung z. B. in ihrer Karriere in der Politik (wie z. B. der sogenannte Andenpakt in der CDU, der sogenannte Zugspitzkreis in der CSU), Justiz, Wissenschaft und Wirtschaft. Als Seilschaft werden vorzugsweise die Beziehungsgeflechte der anderen, beispielsweise des politischen Gegners, bezeichnet, die nicht durch offene Mitgliedschaft, sondern verborgene Beziehungen verbunden sind. Die eigenen Verbindungen zwecks Erlangung persönlicher Vorteile werden gerne Netzwerk genannt, die beteiligten Personen Netzwerker und die Tätigkeit Netzwerken oder Networking. 
Historisch sorgen Seilschaften etwa nach dem Zusammenbruch politischer Systeme – wie der Monarchie 1918, dem Nationalsozialismus 1945, dem Faschismus in Italien, Spanien und Portugal, dem Kommunismus in Osteuropa oder den zahllosen Diktaturen überall in der Welt – immer wieder für das Wohlergehen ehemaliger Mitglieder dieser Seilschaften unter den veränderten Bedingungen.

## Trivia
- Die Begleitband des DDR-Musikers Gerhard Gundermann nannte sich Seilschaft (Gundermann & Seilschaft). Nach Gundermanns Tod setzte die Band ihr musikalisches Schaffen als Die Seilschaft fort.[4]